# مرگ آدونیس
مرگ آدونیس (انگلیسی: The Death of Adonis) تندیسی مرمرین اثر جوزپه ماتسوئولی است که در موزه ارمیتاژ نگهداری می‌شود. داستان مرگ آدونیس در کتاب دگردیسی‌ها به‌قلم اووید روایت شده‌است و چگونگی مرگ این معشوق ونوس را در جوانی و حین شکار گراز بیان می‌کند. این اثر در سال ۱۹۲۳ به موزه ارمیتاژ آورده شد و پیش از آن متعلق به مجموعهٔ «موسین-پوشکین» بود.